# Lawotschkin La-200
Die Lawotschkin La-200 (russisch Лавочкин Ла-200) war ein sowjetisches Jagdflugzeug, das Ende der 1940er-, Anfang der 1950er-Jahre von Lawotschkin entwickelt und erprobt wurde, jedoch nicht in Serie ging.

## Geschichte
Das OKB Lawotschkin erhielt 1949 neben den Konstruktionsbüros von Mikojan, Suchoi und Jakowlew den Auftrag, für die Luftverteidigung der UdSSR einen zweistrahligen Allwetter-Abfangjäger großer Reichweite zu schaffen.
So entstand die La-200 mit Pfeilflügeln und zentralem Lufteinlauf, in dessen Mitte sich unter einer Verkleidung das Funkmessvisier Thorium-A befand. Um einen möglichst geringen Stirnwiderstand zu erhalten, wurden die beiden Strahltriebwerke auf höchst unkonventionelle Art und Weise hintereinander angeordnet: eines im Bug mit der entsprechenden Schubdüse unter dem Bug und eines im Rumpfheck; der Vorteil des geringen Stirnwiderstands wurde aber mit einem unnötig komplizierten Luftzuführungskanal für das hintere Triebwerk erkauft. Die Besatzung saß nebeneinander in einer Druckkabine. Der erste La-200-01 genannte Prototyp nahm am 9. September 1949 mit dem Testpilotenteam S. F. Maschkowski und A. F. Kosarew die Flugerprobung auf. Die Tests dauerten bis Oktober 1950 und wurden auch mit einer als La-200-02 bezeichneten zweiten Maschine absolviert, bei der man das Funkmessgerät von der Mitte des Lufteinlasskanals nach oben verschoben hatte.
Das wissenschaftliche Institut der Luftstreitkräfte hatte inzwischen eine überarbeitete Spezifikation herausgegeben, in der eine größere Reichweite sowohl für das Flugzeug als auch der Ersatz des eingebauten Funkmessvisieres Thorium durch das inzwischen in Entwicklung befindliche neuere Sokol gefordert wurde, weshalb die ab April 1951 geplante Serienproduktion der La-200 in der ersten Ausführung nicht zustande kam. Daraufhin wurde das Modell noch einmal überarbeitet, weil infolge der nun größeren Parabolantenne des Funkmessgerätes der Lufteinlauf für die Triebwerke völlig umgestaltet werden musste. Um die Verkleidung des Sokol wurden nun unten und seitlich drei Luftansaughutzen gruppiert, wobei die seitlichen aus der Rumpfkontur herausragten und das hintere Triebwerk versorgten, während der untere Einlauf für das vordere Triebwerk war. Das Cockpit wurde überarbeitet und die Maschine erhielt große abwerfbare Zusatztanks.
Das so entstandene Flugzeug erhielt die Bezeichnung La-200B und wurde am 3. Juli 1952 von Andrej Kotschetkow in die Werkserprobung eingeführt, die bereits im September abgeschlossen werden konnte. Die staatliche Versuchsreihe begann im April 1953 und erst jetzt bemerkte man das Auftreten von Fehlern am Antrieb der hydraulischen Landeklappen, die jedoch behoben werden konnten. In die Serienproduktion wurde die La-200B nicht überführt, da sie einerseits die geforderte Reichweite nicht erreichte, andererseits die Fertigstellung des neuen Sokol-Radars sich weiter verzögerte. Sie diente dann aber eine Zeit lang als fliegender Erprobungsträger dieses Geräts, welches schließlich in die Jak-25 eingebaut wurde, die schon der moderneren Generation sowjetischer Jagdflugzeuge angehörte.

## Technische Daten

Dreiseitenriss

| Kenngröße             | La-200-01                                                                   | La-200B                                                |
| --------------------- | --------------------------------------------------------------------------- | ------------------------------------------------------ |
| Besatzung             | 2, Sitze nebeneinander angeordnet                                           | 2, Sitze nebeneinander angeordnet                      |
| Spannweite            | 12,92 m                                                                     | 12,92 m                                                |
| Länge                 | 15,73 m                                                                     | 17,32 m                                                |
| Flügelfläche          | 40,02 m²                                                                    | 40,00 m²                                               |
| Flügelstreckung       | 4,2                                                                         | 4,2                                                    |
| Flügelpfeilung        | 40°                                                                         | 40°                                                    |
| Leermasse             | 7.090 kg                                                                    | 8.810 kg                                               |
| Startmasse            | normal 10.205 kg                                                            | normal 11.050 kg maximal 11.560 kg                     |
| Antrieb               | zwei Klimow WK-1 (je 26,48 kN)                                              | zwei Klimow WK-1A (je 26,9 kN)                         |
| Höchstgeschwindigkeit | 1.062 km/h in 4.500 m Höhe 1.090 km/h in 3.500 m Höhe 964 km/h in Bodennähe | 1.012 km/h in 5.000 m Höhe 1.007 km/h in 10.000 m Höhe |
| Steigleistung         | 2,5 min auf 5.000 m Höhe                                                    | 2,8 min auf 5.000 m Höhe                               |
| Gipfelhöhe            | 15.150 m                                                                    | 14.135 m                                               |
| Reichweite            | 1.300 km 2.000 km mit Zusatztanks                                           | 960 km 2.040 km maximal                                |
| Startrollstrecke      | 750 m                                                                       | 700 m                                                  |
| Landerollstrecke      | 1.060 m                                                                     | 1.000 m                                                |
| Bewaffnung            | drei 37-mm-MK NS-37                                                         | drei 37-mm-MK NS-37                                    |